# ارنی بلنکینسوپ
ارنی بلنکینسوپ (به انگلیسی: Ernie Blenkinsop) بازیکن فوتبال زادهٔ ۲۰ آوریل ۱۹۰۲ اهل کشور انگلستان بود که سابقهٔ بازی در تیم ملی فوتبال انگلستان را در کارنامهٔ خود دارد. وی در تاریخ ۱۷ مه ۱۹۲۸ نخستین بازی ملی خود را در مقابل تیم ملی فوتبال فرانسه انجام داد و با حضور در ۲۶ بازی ملی، در تاریخ ۱ آوریل ۱۹۳۳ واپسین بازی ملی‌اش را در برابر تیم ملی فوتبال اسکاتلند برگزار کرد.